# هنادی لیتوچنکو
هنادی لیتوچنکو (اوکراینی: Геннадій Володимирович Литовченко؛ زادهٔ ۱۱ سپتامبر ۱۹۶۳) بازیکن فوتبال اهل اتحاد جماهیر شوروی سوسیالیستی است.
از باشگاه‌هایی که در آن بازی کرده‌است می‌توان به باشگاه فوتبال المپیاکوس، باشگاه فوتبال دنیپرو، باشگاه فوتبال آرسنال کی‌یف، باشگاه ورزشی لیماسول، باشگاه فوتبال چورنومورتس اودسا، باشگاه فوتبال آدمیرا واکر مودلینگ، و باشگاه فوتبال دینامو کی‌یف اشاره کرد.
وی همچنین در تیم‌های ملی فوتبال شوروی و اوکراین بازی کرده‌است.